# Patelloa leucaniae
Patelloa leucaniae är en tvåvingeart som först beskrevs av Daniel William Coquillett 1897.  Patelloa leucaniae ingår i släktet Patelloa och familjen parasitflugor. Inga underarter finns listade i Catalogue of Life.